# HaSeul
HaSeul é o terceiro single do projeto de pré-estreia do girl group sul-coreano LOOΠΔ. Foi lançado em 15 de dezembro de 2016 pela Blockberry Creative e distribuído pela CJ E&M. Ele apresenta a integrante Haseul e contém duas faixas, seu solo Let Me In e uma canção natalina intitulada The Carol, com a participação de Heejin e Hyunjin.

## Promoções e lançamento
Em 3 de dezembro, a estreia de Haseul foi anunciada por sua agência, Blockberry Creative, com o auto-intitulado single HaSeul, terceiro lançamento no projeto pre-debut do girl group sul-coreano LOOΠΔ. O EP foi lançado em 15 de dezembro de 2016 pela Blockberry Creative e distribuído pela CJ E&M. Ele contém duas faixas, seu solo Let Me In (conhecido em coreano como "Boy, Girl"), e uma colaboração entre ela, Hyunjin e Heejin, intitulado The Carol. Ela teve quatro fansigns: dois por ela mesma (Incheon e Gimpo) e dois com HeeJin e HyunJin (ambos em Seul). Dois vídeos "100% Real Live" foram lançados para promover o single: em um Haseul fazendo um cover de The Starry Night do LAYBACKSOUND, tendo tanto cantado e tocado violão; na outra, ela cantou, enquanto tocava um piano, uma pequena versão de sua música Let Me In.

### Videoclipe
Em 11 de dezembro, o vídeo teaser de música "Let Me In" foi lançado, revelando que o videoclipe foi filmado na Islândia. Em 14 de dezembro, foi lançado o teaser do videoclipe de HeeJin, HyunJin, e da canção de Natal de colaboração da HaSeul "The Carol", e o videoclipe da música foi revelado ter sido filmado em Londres, Inglaterra. Em 15 de dezembro, os videoclipes de "Let Me In" e "The Carol" foram lançados.
O vídeoclipe de "Let Me In" começa com HaSeul chegando a uma paisagem de neve através de um carro sem motorista, no qual há várias penas coloridas dentro. Ela então chega ao cenário e, quando sai do carro, encontra um cristal na neve. Em seguida, a cena é cortada e uma HaSeul diferente é mostrada: de cabelos curtos, loira, com comportamento de menino e vestindo um vestido branco coberto de penas brancas.
O vídeo continua com a HaSeul feminina, vestindo uma roupa colorida e que tem um cabelo longo e castanho, perseguindo o menino HaSeul seguindo os cristais na neve. No final, os dois dela acabam em uma praia, e HaSeul feminina dispara no menino com um estilingue. As últimas cenas do videoclipe mostram então a HaSeul feminina segurando um pássaro morto em suas mãos, com o menino HaSeul em nenhuma parte para ser encontrado. Em "The Carol", o videoclipe mostra HaSeul, HyunJin e HeeJin contornando as ruas decoradas pro Natal de Londres e também brincando em um quarto (onde há uma árvore de natal e presentes por toda parte), enquanto canta a canção.

### Lista de faixas
| N.º            | Título         | Letras                              | Música                                  | Arranjo            | Duração |  |
| 1.             | "Let Me In"    | Oreo                                | Oreo                                    | Wang Kim           | 3:08    |  |
| 2.             | "The Carol"    | G-High, Choi Young-kyung (MonoTree) | Choi Young-kyung (MonoTree), Park Asher | G-High, Park Asher | 3:27    |  |
| Duração total: | Duração total: | Duração total:                      | Duração total:                          | Duração total:     | 6:35    |  |

## Desempenho nas paradas
| Parada                   | Melhores posições | Vendas         |
| ------------------------ | ----------------- | -------------- |
| Gaon Weekly Album Chart  | 35                | - KOR: 13,526+ |
| Gaon Monthly Album Chart | 63                | - KOR: 13,526+ |